# مشمش (عکار)
مشمش (به عربی: مشمش) یک منطقهٔ مسکونی در لبنان است که در شهرستان عکار واقع شده‌است. مشمش ۳٫۷۷۷ کیلومتر مربع مساحت دارد ۱٬۰۰۰ متر بالاتر از سطح دریا واقع شده‌است.